# Saint-Maigrin
Saint-Maigrin település Franciaországban, Charente-Maritime megyében. Lakosainak száma 533 fő (2022. január 1.). Saint-Maigrin Baignes-Sainte-Radegonde, Mortiers, Saint-Ciers-Champagne, Saint-Germain-de-Vibrac és Montmérac községekkel határos.

## Népesség
A település népessége az elmúlt években az alábbi módon változott:
| Lakosok száma | 598  | 548  | 511  | 550  | 570  | 550  | 531  | 534  | 531  | 533  |
|               | 1968 | 1982 | 1990 | 2006 | 2013 | 2015 | 2017 | 2019 | 2020 | 2022 |